# Albert Desjardins
Pour les articles homonymes, voir Desjardins.
Albert Michel Desjardins, né à Beauvais (France) le 28 avril 1838 et mort dans la même ville le 21 janvier 1897, est un moraliste, historien du droit et sous-secrétaire d'État français.
Docteur en droit et docteur ès lettres, il est attaché à la faculté de droit de Nancy, puis professeur à la faculté de droit de Paris à partir de 1865. Il est élu membre de l'Académie des sciences morales et politiques en 1887.
Il est le frère d'Arthur Desjardins.

## Fonctions politiques
- député de l'Oise(1871-1876).
- Gouvernement Albert de Broglie (2), du 27 novembre 1873 au 22 mai 1874 : sous-secrétaire d'État à l’Instruction publique.
- Gouvernement Ernest Courtot de Cissey, du 22 mai 1874 au 10 mars 1875 : sous-secrétaire d'État à l’Instruction publique.
- Gouvernement Louis Buffet, du 15 mars 1875 au 23 février 1876 : sous-secrétaire d'État à l’Intérieur.
- Gouvernement Jules Dufaure (3), du 23 février 1876 au 9 mars 1876 : sous-secrétaire d'État à l’Intérieur.

## Principales publications
- Faculté de droit de Paris. Thèse pour le doctorat. Droit romain : de actionibus empti et venditi. Droit français : de la garantie en cas d'éviction de l'acheteur (1861).
- Thèse pour le doctorat. Essai sur les plaidoyers de Démosthène (1862).
- De la Compensation et des demandes reconventionnelles dans le droit romain ancien et moderne (1864).
- De l'histoire critique des lettres (1865).
- Les Moralistes français du seizième siècle (1870). Réédition : Slatkine, Genève, 1970.
- Le Pouvoir civil au Concile de Trente (1870).
- La liberté des Pères au Concile de Trente (1870).
- La nomination des maires dans l'Ancienne France (1870).
- Études sur l'inamovibilité de la magistrature (1880).
- Traité du vol dans les principales législations de l'antiquité, et spécialement dans le droit romain (1881).
- Examen doctrinal. Jurisprudence criminelle (4 volumes, 1881-1888).
- Les Cahiers des États généraux en 1789 et la législation criminelle (1883).
- Les Sentiments moraux au XVIe siècle (1887). Réédition : Slatkine, Genève, 1969.
- Étude sur le projet de Code pénal japonais (1887).
- Les otages dans le droit des gens au XVIe siècle (1888).
- De l'origine des Capitulations dans l'Empire ottoman (1891).
- La méthode expérimentale appliquée au droit criminel en Italie (1892).

### Sources
- « Albert Desjardins », dans Adolphe Robert et Gaston Cougny, Dictionnaire des parlementaires français, Edgar Bourloton, 1889-1891 [détail de l’édition]